# 102ª Divisione motorizzata "Trento"
La 102ª Divisione Motorizzata "Trento" (già 1ª Divisione Motorizzata Trento e 32ª Divisione Motorizzata Trento) fu una divisione di fanteria motorizzata del Regio Esercito italiano; fu costituita appunto a Trento, ove ebbe sede di pace, nel 1935 e fu disciolta per eventi bellici il 25 novembre 1942 in terra d'Africa, dopo la seconda battaglia di El Alamein.

## Origini e prime operazioni
Fu formata inizialmente come 1ª Divisione Motorizzata Trento e si componeva allora dell'appositamente ricostituito 115º Reggimento di Fanteria "Treviso", del 116º Reggimento di Fanteria "Treviso" e del 46º Reggimento Artiglieria Motorizzata "Trento". Dal 4º Reggimento Genio Guastatori ebbe uomini per costituire il 51º Battaglione misto.
Il suo primo impiego fu nella Campagna d'Etiopia; fu stanziata a Barce (Tripolitania italiana) ove non combatté.
Nell'agosto 1936 fu rimpatriata; il 116º Reggimento di Fanteria "Treviso" fu sciolto e sostituito dal 62º Reggimento fanteria "Sicilia" cedutole dalla Brigata del Po (8ª Brigata fanteria). Nel maggio dell'anno successivo anche il 115° (aggregato alla 62ª Divisione di fanteria "Marmarica" e con questa reinviato in Cirenaica) fu sostituito dal 61º Reggimento di Fanteria "Sicilia" (anche questo proveniente dalla Brigata del Po). Nel gennaio del 1939 alla divisione fu assegnato anche il 7º Reggimento Bersaglieri.

## Seconda guerra mondiale
All'avvio del conflitto, nel giugno 1940, la divisione era in Piemonte, pronta all'ingaggio con le forze della Francia ("Fronte alpino occidentale") che però dopo solo due settimane siglò l'armistizio, consentendo il successivo sganciamento in territorio metropolitano della Trento, spostata prima nella provincia di Mantova, poi in quella di Verona e infine di nuovo in Piemonte.
Nel febbraio 1941 fu inviata in Africa con il XXI Corpo d'armata e si insediò a Misurata (Libia). In seguito raggiunse la zona di Ain el Gazala (passando per Marsa el Brega e Derna) e di qui mosse in direzione di Tobruk, stabilendosi a Bu Amud da dove insieme all'Afrika Korps tedesco prese parte all'Assedio di Tobruk, nella cui fortezza si erano asserragliate le truppe inglesi.
Durante l'assedio e sino al dicembre del 1941, ormai agli ordini diretti di Erwin Rommel, conquistò e riperse posizioni; a maggio fu coinvolta nelle battaglie al Passo di Halfaya ed alla Ridotta Capuzzo (Operazione Brevity), uscendone vittoriosa seppure a prezzo di ingenti perdite specie nel 7º Bersaglieri. A giugno fu vittoriosa nello scontro con le truppe inglesi che avevano lanciato l'Operazione Battleaxe. A novembre fronteggiò l'Operazione Crusader.

Poi ne fu ordinato il ripiegamento verso Bengasi ed Agedabia. Nel 1942 prese posizione a Bir es Suera, da cui si allungò verso Sidi Bregisc. Nel mese di maggio si trovò in battaglia a Bir Belabat (battaglia di al Gazala in cui si scontrò con truppe del Sudafrica), ed a seguito della vittoria riguadagnò la cosiddetta "linea di Ain el Gazala". 

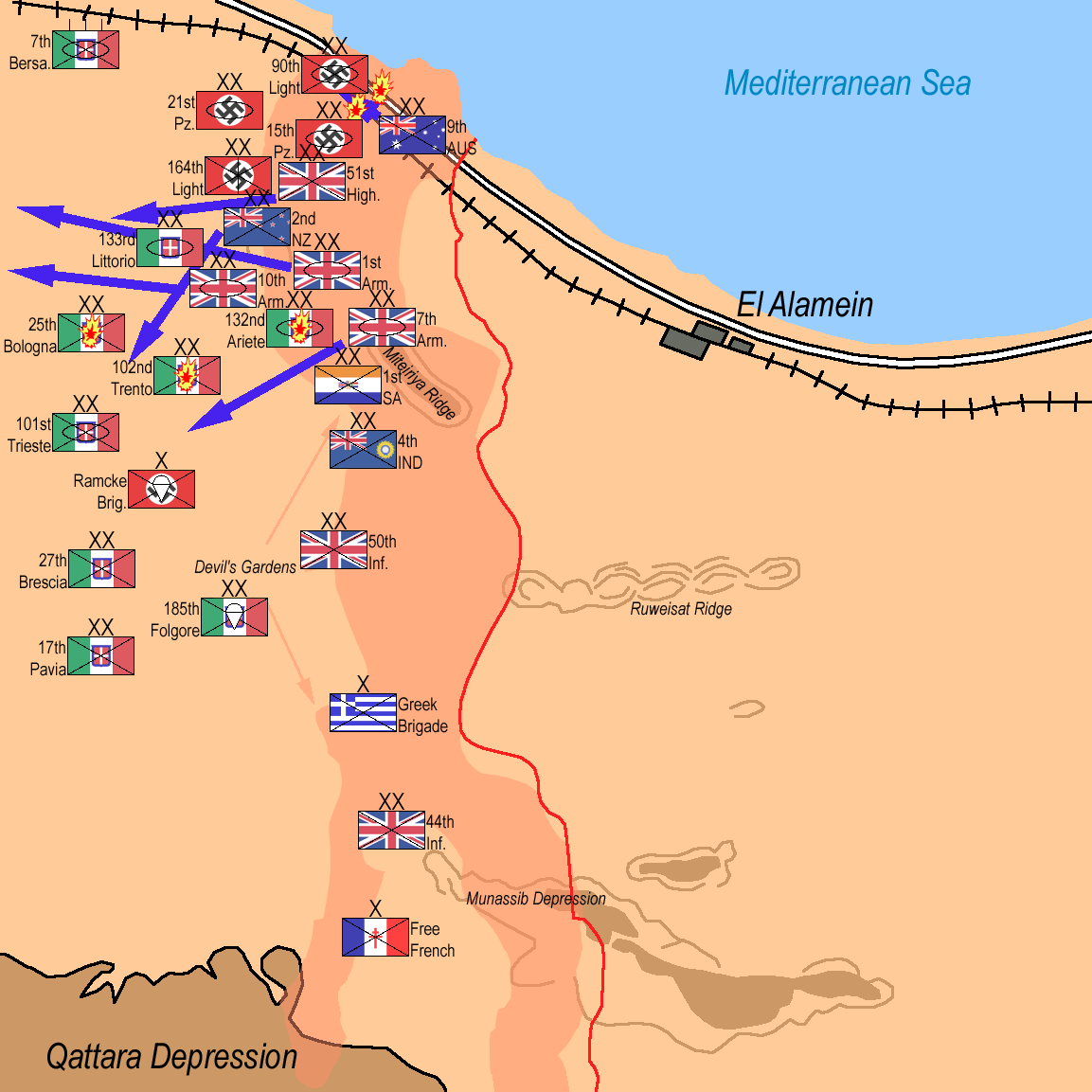
Le fasi finali della seconda battaglia di El Alamein: la Trento viene incrociata e distrutta, insieme alla Divisione Bologna, dalla 2ª Divisione Neozelandese che procede a Sud-Ovest

Proseguì in direzione di Tobruk, già conquistata da forze amiche e di qui mosse per Sidi El Barrani. Col ripiegamento nemico poté conquistare Marsa Matruh e proseguire sin quasi a El Alamein, nei pressi della quale giunse in luglio ed entrò in combattimento il 2, riportando sensibili perdite. Riorganizzatasi alla meglio, prese parte alla Battaglia di Alam Halfa (fra l'agosto ed il settembre 1942). Fallito nel mese di ottobre il tentativo di difendere El Ruweisat, fu attaccata prima a Sidi Aba el Rahman, poi nei pressi di Marsa Matruh. Rommel registrò il 17 novembre che già al 24 di ottobre la Trento aveva perso metà dei suoi effettivi.
Infine a Bir el Abd, dove era stata lasciata isolata, la divisione fu annientata il 4 novembre. I generali di brigata Giorgio Masina (comandante) e Arturo Kellner Ongaro (vicecomandante) furono catturati.

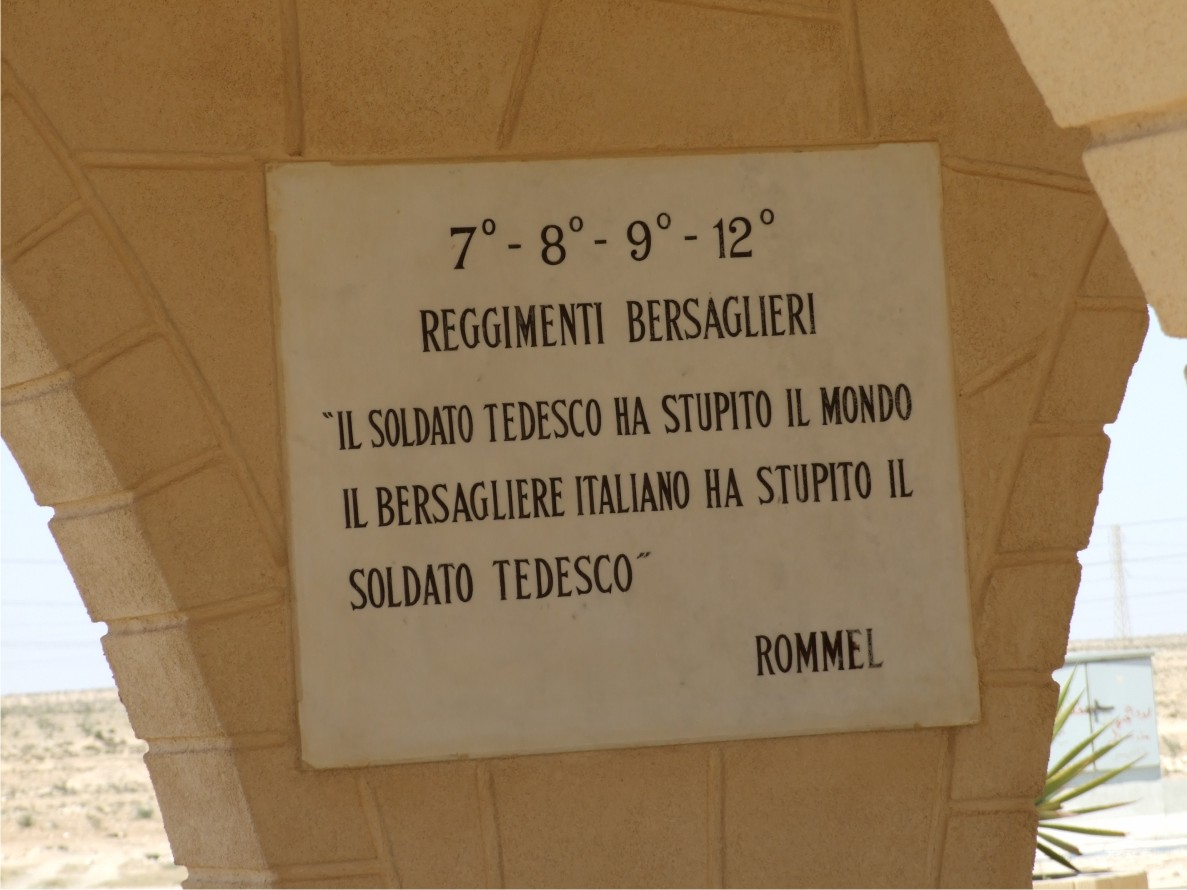
Targa ricordo delle parole di elogio che Rommel dedicò ai Bersaglieri italiani; la lapide si trova nel Sacrario Militare Italiano di El Alamein

Il 7º Bersaglieri, praticamente distrutto (solo 200 bersaglieri poterono disimpegnarsi), fu ricostituito ed inquadrato nel XXI corpo d'Armata; insieme agli altri Reggimenti impiegati presso altre divisioni (l'8°, il 9° ed il 12°), ispirò il noto riconoscimento di Rommel "Il soldato tedesco ha stupito il mondo, il bersagliere italiano ha stupito il soldato tedesco" ora inciso sul Sacrario Militare Italiano di El Alamein.

## Ordine di battaglia
(al 1941)

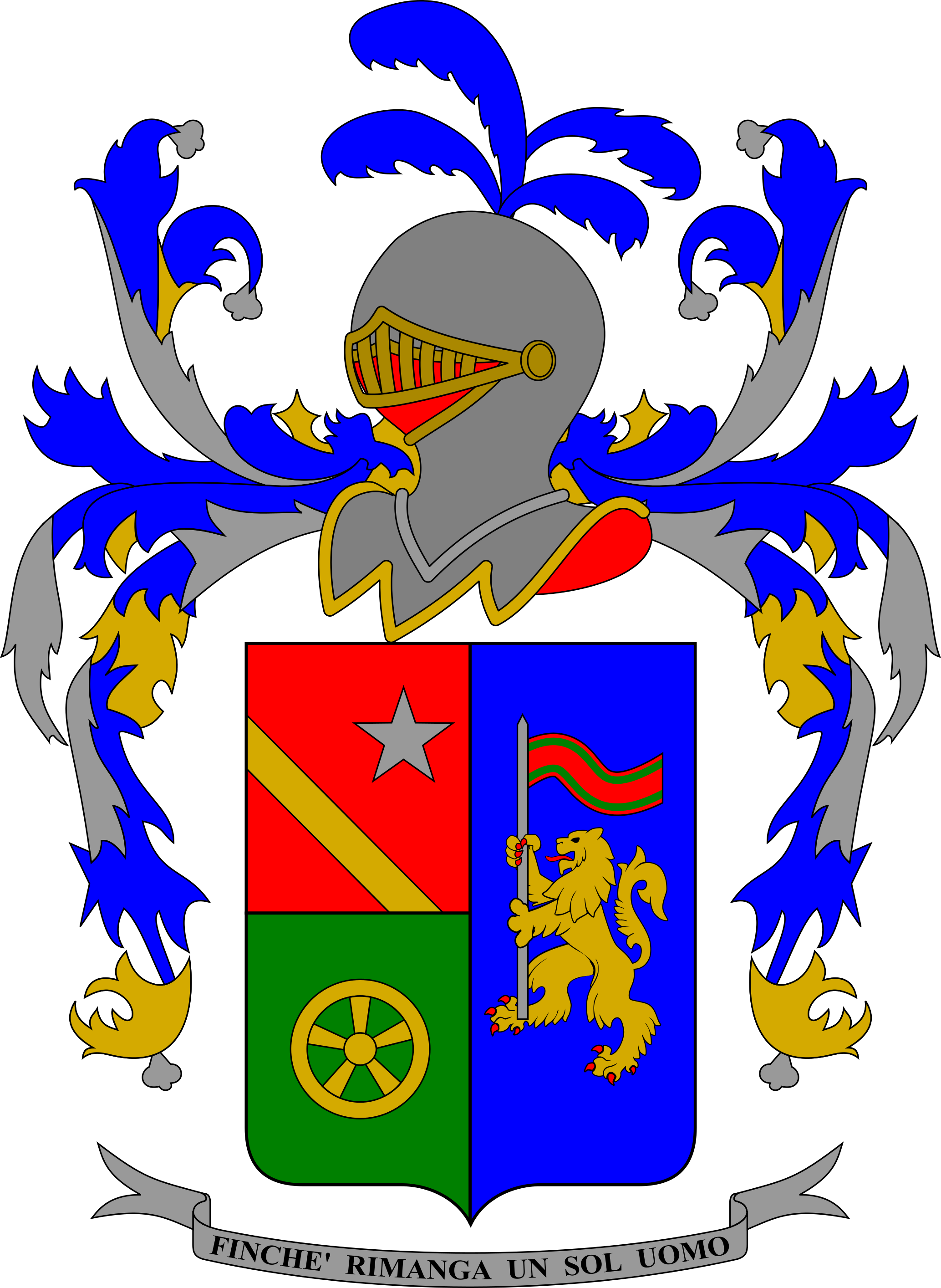
Stemma araldico del 61° Rgt.fanteria "Sicilia", 1939

- Vicecomandante (Gen. B. Giulio Borsarelli di Rifreddo dal giugno al dicembre 1941)
- 61º Reggimento Fanteria "Sicilia"
- 62º Reggimento Fanteria "Sicilia"
- 7º Reggimento bersaglieri
  - VIII Battaglione Bersaglieri
  - X Battaglione Bersaglieri
  - XI Battaglione Bersaglieri
- 46º Reggimento Artiglieria motorizzata "Trento"
  - I Gruppo Artiglieria motorizzata
  - II Gruppo Artiglieria motorizzata
  - III Gruppo Artiglieria motorizzata
  - IV Gruppo Artiglieria motorizzata
- LI Battaglione misto Genio
  - 161ª Compagnia Genio Guastatori
  - 161ª Compagnia Minatori
  - 1ª Compagnia mista telegrafisti/marconisti
- 51ª Sezione Sanità
  - 57º Ospedale da campo
  - 897º Ospedale da campo
- 22ª Sezione motorizzazione
- 297ª Sezione motorizzazione
- 9ª Sezione motorizzazione mista
- 37ª Sezione motorizzazione pesante
- 68ª Sezione Panettieri
- 160ª Sezione Carabinieri Reali
- 180ª Sezione Carabinieri Reali
- 266ª Sezione Carabinieri Reali
- 109° Ufficio Posta Militare

El Alamein (23 ottobre 1942 - forza in organico 6.671 uomini)
organizzata come Divisione Autotrasportabile tipo A.S. (Africa Settentrionale)
- Comandante della fanteria divisionale Generale di brigata Arturo Kellner Ongaro
- 61º Reggimento Fanteria "Sicilia"
  - I Battaglione tipo A.S.
  - II Battaglione tipo A.S.
  - III Battaglione tipo A.S.
  - Compagnia reggimentale mortai da 81
- 62º Reggimento Fanteria "Sicilia"
  - I Battaglione tipo A.S.
  - II Battaglione tipo A.S.
  - III Battaglione tipo A.S.
  - Compagnia reggimentale mortai da 81
- 46º Reggimento Artiglieria motorizzata "Trento"
  - I Gruppo obici da 100/17
  - II Gruppo obici da 100/17
  - III Gruppo cannoni da 75/27
  - IV Gruppo cannoni da 75/27
  - CXXXI Gruppo cannoni 15 cm sFH 18 (tedesco)
  - CCCLIV Gruppo cannoni da 77/28
  - CCCLV Gruppo cannoni da 77/28
  - XLIII Gruppo cannoni contraerei 7.5 cm kanon PL Vz. 37 (preda bellica cecoslovacca, ceduti dalla Germania)
  - 412ª Compagnia mitragliere contraeree da 20/65
  - 414ª Compagnia mitragliere contraeree da 20/65
  - IV Battaglione cannoni controcarro da 47/32 Mod. 1935 "Granatieri di Sardegna"
- LI Battaglione Misto Genio
  - 161ª Compagnia Genio Artieri
  - 96ª Compagnia Mista Marconisti/Telegrafisti
- 51ª Sezione Sanità
- 51ª Sezione Sussistenza
- 266ª Sezione Carabinieri Reali
- 109° Ufficio Posta Militare

## Comandanti (1939-1944)
- come 102ª Divisione motorizzata "Trento" (1939-41)

Gen. D. Luigi Nuvoloni
- come 102ª Divisione autotrasportabile tipo AS "Trento" (1941-42)

Gen. D. Luigi Nuvoloni (febbraio - 24 agosto 1941)
Gen. D. Giuseppe De Stefanis (25 agosto 1941 - 18 gennaio 1942)
Gen. B. Carlo Gotti (19 gennaio - 16 febbraio 1942)
Gen. D. Francesco Scotti (17 febbraio - 13 ottobre 1942)
Gen. B. Giorgio Masina (14 ottobre - 4 novembre 1942)

## Scudo
Gladio alato dorato su scudo rosso granato.

## Campagne
Partecipò alla Campagna d'Etiopia ed alla Campagna del Nord Africa.